# 国際連合安全保障理事会議長
国際連合安全保障理事会議長（こくさいれんごうあんぜんほしょうりじかいぎちょう、英語: President of the United Nations Security Council）は、国際連合安全保障理事会（国連安保理）の統率責任者である。15か国の理事国が1か月交代の持ち回りで議長国を担当し、議長国の代表団団長が国際連合安全保障理事会議長と呼ばれる。議長は、理事会の行動を調整し、政策論争を決定し、対立するグループ間の仲介者として機能する。1946年の設立以来、議長国は毎月交代している。

## 役割

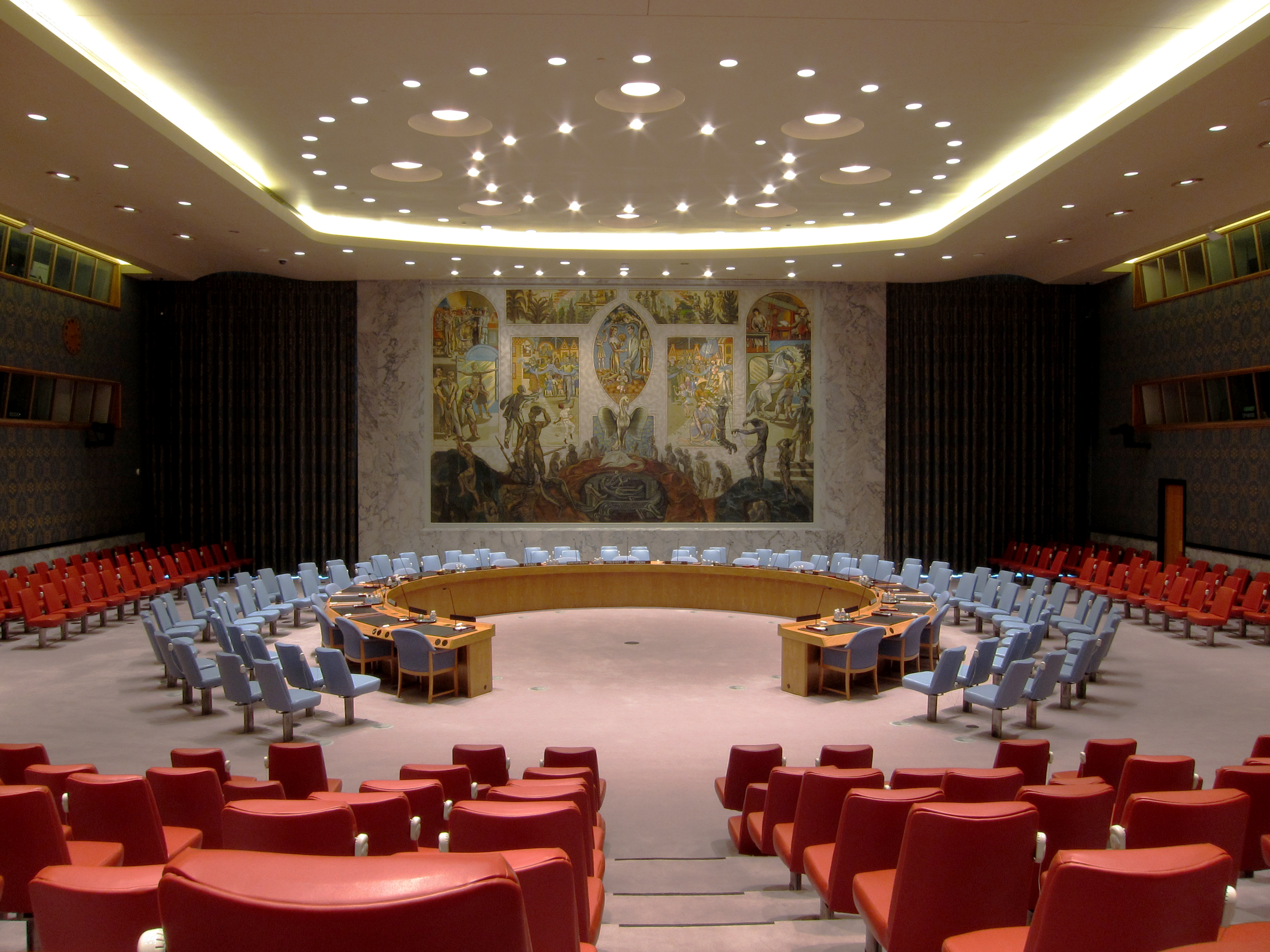
国際連合本部ビル内の国際連合安全保障理事会議場

議長は、安保理の手続規則および慣例に基づく責任を負う。議長の役割には、会議の招集、暫定議題（事務総長が提案する）の承認、会議の司会、政策に関する問題の決定、危機の監督などがある。議長には、議長声明（理事国間のコンセンサスを前提とする）と留意事項（安保理全体で追求できるように意思表明を行うために使われる）の両方を発表する権限がある。また、議長は安保理の声明を報道陣に対して発表する。議長は安保理の「顔」であり、スポークスマンであるとみなされている。議長は紛争当事者に対して「自制」を求めることができる。
議長は、他の国連機関や国連加盟国に対して安保理を代表する。また、加盟国に発言を求め、国連加盟申請国を安保理の委員会に送り、投票順序を決めることができる。特に冷戦終結後は、歴代の議長は安保理と他の国連機関との調整に努めてきた。議長には、議事進行上の問題を裁定する権限があり、それに対し他の理事国からの異議があれば採決が行われる。議長は、安保理の補助機関のメンバーを指名し、秩序を維持する責任を負う。2000年11月以降、議長は議論される問題についての背景文書を作成することになっている。
議長はまた、自身の国家の代表でもある。自国が安保理の議論の対象となる紛争の当事国となった場合には、一時的に議長を退任する。逆に言えば、議長国は月替わりで交代することになっているため、全ての理事国が自国にとって重要な問題を重点的に扱うことができる。議長は、議長としての発言と、その国の代表としての発言を区別することが多い。
通常、非常任理事国には、2年の任期中に1回か2回、議長国の順番が回ってくる。例外として、ブルキナファソは1984年8月にオートボルタ(Upper Volta)からブルキナファソ(Burkina Faso)に国名を変更したことにより、任期中に3回議長国を務めた。
シエラレオネ代表として安保理議長を務めたデビッドソン・ニコルは、次のように書いている。
議長の役割は誇張されるべきではないが、理事会の活動、その評判、そして国連の評判は、世界の平和と安全に責任を負う機関を主宰する人物の器とスタイルに非常に大きく影響される……。安全保障理事会は、国連が世界の平和と安全を維持し強化するための要である。議長の主な役割は、安保理をこの崇高な目標に向けて効果的かつ迅速に導くことである。

## 選出と任期
国際連合憲章で安保理議長について触れられているのは、第30条において、安全保障理事会は「議長の選出方法を含む」手続規則を定める権限を有すると規定している1箇所だけである。安保理は、1946年1月17日の第1回会合で、議長の選出方法に関する「手続規則18」を採択した。
議長国は、安保理理事国（1946年当時は11か国。現在は15か国）の間で毎月交代する。持ち回りの順番は、国名の英語での正式名称のアルファベット順で決定する。この規定により、最初の議長国はオーストラリアとなった。このような持ち回り制は、あらゆる国連機関の中でも特異なものである。
任期は毎月17日に始まり、翌月16日に終わると当初は規定されたが、1946年12月にオーストラリアが提案した変更によって任期が延長され（安保理決議14）、議長国は毎月1日に交代することになった。
安保理議長は、国連機関の長の中で唯一選挙で選出されない。
安保理議長は議長国の常駐代表（国連大使）が務めるのが通例であるが、厳密には、議長職は国家に与えられるものであって、個人に与えられるものではない。例えば、アメリカ合衆国が議長国を務めた2000年1月、副大統領のアル・ゴアが数日間、アメリカ国連代表団の団長を務めた。よって、その間に開かれた安保理会合ではゴアが議長を務めた。この例を含め、各国の首脳が安保理議長を務めた例は過去に6回ある。議長を含む全ての理事会出席者は、自国の元首・首脳・外務大臣のいずれかが発行した信任状を事務総長に提出しなければならないが、代表が首脳または外務大臣自身である場合は例外である。

## 歴史
1981年、元外交官で国連について研究していたシドニー・D・ベイリーは、安保理の歴史を1946年から1955年まで、1956年から1965年まで、1966年から1981年までの3つの時代に分けて説明した。第一の時代において、議長は安保理に諮ることなく独断で行動することが多かった。第二の時代には、安保理は冷戦に関する問題にはあまり関与せず、「（事務総長の）ダグ（・ハマーショルド）に任せる」という方針を採用した。第三の時代では、議長が正式な会議を開く前に非公式な会合を開いて事前に問題を協議するようになり、議事が効率的になった。

### 初期の歴史

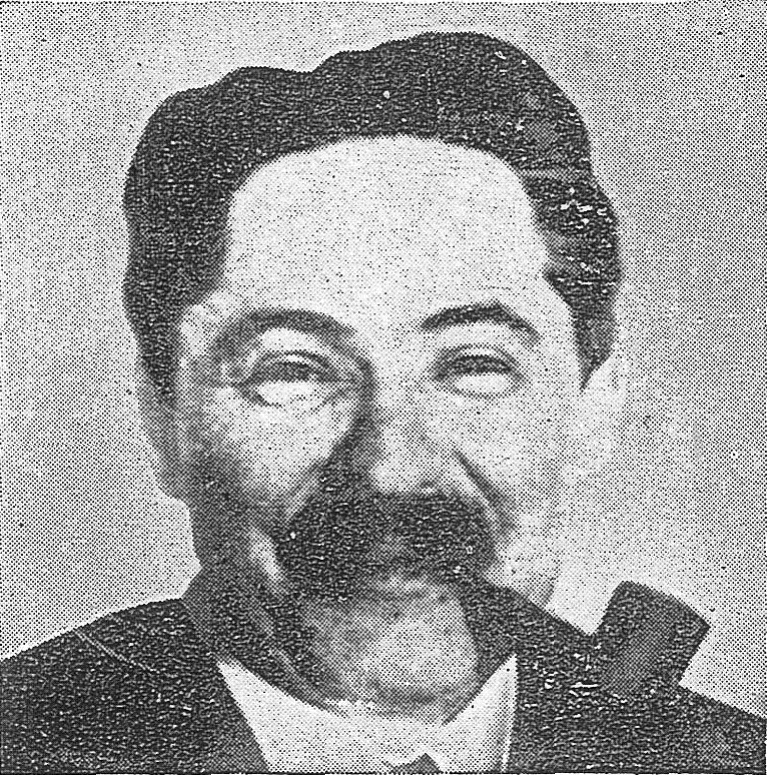
ドミトリー・マヌイリスキー

1947年から1948年に渡って、安保理はイスラエルの独立とそれに続く第一次中東戦争に関与していた。1948年7月は、ウクライナ・ソビエト社会主義共和国が安保理の議長国を務めていた。7月7日、安保理は国連の仲介者の要請を受けて会合を開き、安保理が中東和平を促進すべきかどうか検討した。安保理はこれまでも、アラブ高等委員会とパレスチナ・ユダヤ機関の代表を召喚してこの問題を討議していた。議長のウクライナ代表ドミトリー・マヌイリスキーは、ユダヤ機関を「イスラエル国家の代表」として扱っていた。しかし、当時の安保理はイスラエルを正式に承認していなかった。ほとんどの理事国がマヌイリスキーの行動を批判し、アメリカだけが支持していた。これを受けてアラブ高等委員会は会合への出席を拒んだため、安保理での交渉が中断した。歴史家のイシュトヴァン・ポガニーは、「議長は自国政府の目的の推進のために意図的に職権を濫用した」と考察している。
1948年、安保理議長は非公式に何度か外交交渉を行った。最初は1948年1月で、ベルギー代表の議長がインドとパキスタンに対し「国連憲章に反する、自体の悪化を招くようなあらゆる行動を慎む」よう要請した。同年4月、コロンビア代表の議長がユダヤ機関およびアラブ高等委員会の代表と会談し、和平の可能性について話し合つた。同年末、アルゼンチン代表の議長が「ベルリンの通貨と交易に関する技術委員会」を設置した。シドニー・D・ベイリーは、1950年に議長国のソ連が「朝鮮半島に関する討議中に、党派的な目的のために理事会の手続きを操作した」と書いている。
議長が安保理を代表して正式に外交交渉を行ったことは何度もある。1957年2月、安保理の要請を受けた議長のスウェーデン代表グンナル・ヤリングは、インド・パキスタン関係に関する報告書を作成した。ヤリングは両国と協議し、意見の相違点を解決するための策を検討したが、合意には至らなかった。議長に対するこのような外交交渉の要請は1970年代以降にはほとんど行われていない。議長はまた、安保理の要請に応じて非公式な交渉の管理も行う。

### その後の歴史

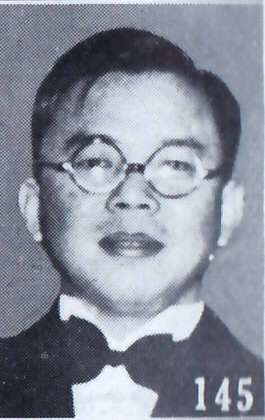
議長を16回務めた蔣廷黻

1976年3月31日、南アフリカによるアンゴラ侵攻についての会議は深夜まで続き、会議中に日付が変わって4月1日になった。3月の議長を務めていたベナン代表のトーマス・S・ボヤは、月が変わったので、4月の議長国である中国に議長を交代したいと述べた。その結論が出る前にこの会議は終了したが、これ以降、月が変わるのと同時に議長が交代するのが通例となった。2010年5月31日にも同様のケースがあり、6月1日になるのと同時に、議長がレバノン代表のナワフ・サラムからメキシコ代表のクロード・ヘレルに交代した。
ルワンダ虐殺中の1994年、9月にルワンダが議長国を務めるはずだったが、ルワンダ代表は7月14日から安保理の会議に出席していなかった。8月25日、9月の議長国はルワンダの次のスペインが務めることを決定した。9月16日にルワンダ代表が安保理の会議に出席したため、12月にルワンダが議長国を務めることを決定した。この他、議長国を他の国に譲ることは何度か行われている。1950年1月10日から12日まで、中華民国代表がキューバに譲ったのが最初である。その後、1947年にアメリカ、1950年に中華民国、1951年にインド、1956年にレバノン、1968年にイギリスが議長国を他国に譲っている。1993年11月10日、カーボベルデ代表のホセ・ルイス・ヘススは、国際司法裁判所の選挙に立候補したため、議長を中華人民共和国に譲った。1994年12月15日、ルワンダ代表はアルゼンチンに議長国を譲った。米ソ両国は、冷戦時代にはアメリカがソ連に、コンゴ動乱のときにはソ連がアメリカに、議長を譲るよう要請したが、いずれも拒否されている。
1980年9月の議長だったチュニジア代表のタイエブ・スリムは、イランとイラクに対して、「あらゆる武力活動、および危険な状況を悪化させる恐れのあるあらゆる行為を中止し、平和的手段によって紛争を解決する」ことを要請した。
2010年の留意事項によって安保理議長の機能が見直され、透明性を高めることに主眼が置かれた。このような改革の取組には1990年代から始まっていた。その他、戦争発生中には議長の任期の延長を認めるなど、様々な改革が行われてきた。
特に常任理事国には、安保理議長を何度も務めている人物がいる。最多は中華民国代表の蔣廷黻の16回、次がソ連代表のヤコフ・マリクの10回である。

## 歴代議長

### 1946年 - 1949年
1946年から1949年までの歴代議長
| 任期                            | 議長国                             | 議長                                           |
| ------------------------------- | ---------------------------------- | ---------------------------------------------- |
| 1946年1月17日 - 1946年2月16日   | オーストラリア                     | ノーマン・マキン                               |
| 1946年2月17日 - 1946年3月16日   | ブラジル                           | シロ・ジ・フレイタス・ヴァリ                   |
| 1946年3月17日 - 1946年4月16日   | 中華民国                           | 郭泰祺                                         |
| 1946年4月17日 - 1946年5月16日   | エジプト                           | ハーフェズ・アフィフィ・パシャ                 |
| 1946年5月17日 - 1946年6月16日   | フランス                           | アレクサンドル・パロディ                       |
| 1946年6月17日 - 1946年7月16日   | メキシコ                           | フランシスコ・カスティーロ・ナヘラ             |
| 1946年7月17日 - 1946年8月16日   | オランダ                           | エルコ・ファン・クレフェンス                   |
| 1946年8月17日 - 1946年9月16日   | ポーランド                         | オスカル・ランゲ                               |
| 1946年9月17日 - 1946年10月16日  | ソビエト連邦                       | アンドレイ・グロムイコ                         |
| 1946年10月17日 - 1946年11月16日 | イギリス                           | アレクサンダー・カドガン                       |
| 1946年11月17日 - 1946年12月31日 | アメリカ                           | ハーシェル・ジョンソン                         |
| 1947年1月                       | オーストラリア                     | ノーマン・マキン                               |
| 1947年2月                       | ベルギー                           | Fernand Vanlangenhove                          |
| 1947年3月                       | ブラジル                           | オズヴァルド・アラニャ                         |
| 1947年4月                       | 中華民国                           | 郭泰祺                                         |
| 1947年5月                       | コロンビア                         | アルフォンソ・ロペス・プマレホ                 |
| 1947年6月                       | フランス                           | アレクサンドル・パロディ                       |
| 1947年7月                       | ポーランド                         | オスカル・ランゲ                               |
| 1947年8月                       | シリア                             | ファレス・アル・ホーリー                       |
| 1947年9月                       | ソビエト連邦                       | アンドレイ・グロムイコ                         |
| 1947年10月                      | イギリス                           | アレクサンダー・カドガン                       |
| 1947年11月                      | アメリカ                           | ウォーレン・オースティン                       |
| 1947年12月                      | オーストラリア                     | ジョン・フッド                                 |
| 1948年1月                       | ベルギー                           | Fernand Vanlangenhove                          |
| 1948年2月                       | カナダ                             | アンドリュー・マクノートン                     |
| 1948年3月                       | 中華民国                           | 蔣廷黻                                         |
| 1948年4月                       | コロンビア                         | アルフォンソ・ロペス・プマレホ                 |
| 1948年5月                       | フランス                           | アレクサンドル・パロディ                       |
| 1948年6月                       | シリア                             | ファレス・アル・ホーリー                       |
| 1948年7月                       | ウクライナ・ソビエト社会主義共和国 | ドミトリー・マヌイリスキー                     |
| 1948年8月                       | ソビエト連邦                       | ヤコフ・マリク                                 |
| 1948年9月                       | イギリス                           | アレクサンダー・カドガン                       |
| 1948年10月                      | アメリカ · アルゼンチン            | ウォーレン・オースティン Juan Atilio Bramuglia |
| 1948年11月                      | アルゼンチン                       | ホセ・アルセ                                   |
| 1948年12月                      | ベルギー                           | Fernand Vanlangenhove                          |
| 1949年1月                       | カナダ                             | アンドリュー・マクノートン                     |
| 1949年2月                       | 中華民国                           | 蔣廷黻                                         |
| 1949年3月                       | キューバ                           | アルベルト・イノセンテ・アルバレス             |
| 1949年4月                       | エジプト                           | マフムード・ファウジ                           |
| 1949年5月                       | フランス                           | ジャン・ショヴェル                             |
| 1949年6月                       | ノルウェー                         | アルネ・スンデ                                 |
| 1949年7月                       | ウクライナ・ソビエト社会主義共和国 | ドミトリー・マヌイリスキー                     |
| 1949年8月                       | ソビエト連邦                       | セミヨン・ツァラプキン                         |
| 1949年9月                       | イギリス                           | アレクサンダー・カドガン                       |
| 1949年10月                      | アメリカ                           | ウォーレン・オースティン                       |
| 1949年11月                      | アルゼンチン                       | ホセ・アルセ                                   |
| 1949年12月                      | カナダ                             | アンドリュー・マクノートン                     |

### 1950年 - 1954年
1950年から1954年までの歴代議長
| 任期       | 議長国           | 議長                                     |
| ---------- | ---------------- | ---------------------------------------- |
| 1950年1月  | 中華民国         | 蔣廷黻                                   |
| 1950年2月  | キューバ         | Carlos Blanco Sanchez                    |
| 1950年3月  | エクアドル       | Homero Viteri Lafronte                   |
| 1950年4月  | エジプト         | マフムード・ファウジ                     |
| 1950年5月  | フランス         | ジャン・ショヴェル                       |
| 1950年6月  | インド           | B・N・ラウ                               |
| 1950年7月  | ノルウェー       | アルネ・スンデ                           |
| 1950年8月  | ソビエト連邦     | ヤコフ・マリク                           |
| 1950年9月  | イギリス         | グラッドウィン・ジェブ                   |
| 1950年10月 | アメリカ         | ウォーレン・オースティン                 |
| 1950年11月 | ユーゴスラビア   | アレス・ベブレル                         |
| 1950年12月 | 中華民国         | 蔣廷黻                                   |
| 1951年1月  | エクアドル       | Antonio Quevedo                          |
| 1951年2月  | フランス         | フランソワ・ラコステ                     |
| 1951年3月  | インド オランダ  | B・N・ラウ Daniel Johannes von Balluseck |
| 1951年4月  | オランダ         | Daniel Johannes von Balluseck            |
| 1951年5月  | トルコ           | セリム・サーパー、Ilhan Savut            |
| 1951年6月  | ソビエト連邦     | ヤコフ・マリク                           |
| 1951年7月  | イギリス         | グラッドウィン・ジェブ                   |
| 1951年8月  | アメリカ         | ウォーレン・オースティン                 |
| 1951年9月  | ユーゴスラビア   | アレス・ベブレル                         |
| 1951年10月 | ブラジル         | João Carlos Muniz                        |
| 1951年11月 | 中華民国         | 蔣廷黻                                   |
| 1951年12月 | エクアドル       | Antonio Quevedo                          |
| 1952年1月  | フランス         | ジャン・ショヴェル                       |
| 1952年2月  | ギリシャ         | アレクシス・キルー                       |
| 1952年3月  | オランダ         | Daniel Johannes von Balluseck            |
| 1952年4月  | パキスタン       | パトラス・ブハーリー                     |
| 1952年5月  | トルコ           | セリム・サーパー                         |
| 1952年6月  | ソビエト連邦     | ヤコフ・マリク                           |
| 1952年7月  | イギリス         | グラッドウィン・ジェブ                   |
| 1952年8月  | アメリカ         | ウォーレン・オースティン                 |
| 1952年9月  | ブラジル         | João Carlos Muniz                        |
| 1952年10月 | チリ             | エルナン・サンタ・クルス                 |
| 1952年11月 | 中華民国         | 蔣廷黻                                   |
| 1952年12月 | フランス         | アンリ・オプノ                           |
| 1953年1月  | ギリシャ         | アレクシス・キルー                       |
| 1953年2月  | レバノン         | チャールズ・マリク                       |
| 1953年3月  | パキスタン       | パトラス・ブハーリー                     |
| 1953年4月  | ソビエト連邦     | アンドレイ・ヴィシンスキー               |
| 1953年5月  | イギリス         | グラッドウィン・ジェブ                   |
| 1953年6月  | アメリカ         | ヘンリー・カボット・ロッジ・ジュニア     |
| 1953年7月  | チリ             | Rudecindo Ortega Mason                   |
| 1953年8月  | 中華民国         | 蔣廷黻                                   |
| 1953年9月  | コロンビア       | Francisco José Urrutia Holguín           |
| 1953年10月 | デンマーク       | William Borberg                          |
| 1953年11月 | フランス         | アンリ・オプノ                           |
| 1953年12月 | ギリシャ         | アレクシス・キルー                       |
| 1954年1月  | レバノン         | チャールズ・マリク                       |
| 1954年2月  | ニュージーランド | レッシル・ムンロ                         |
| 1954年3月  | トルコ           | セリム・サーパー                         |
| 1954年4月  | ソビエト連邦     | アンドレイ・ヴィシンスキー               |
| 1954年5月  | イギリス         | ピアソン・ディクソン                     |
| 1954年6月  | アメリカ         | ヘンリー・カボット・ロッジ・ジュニア     |
| 1954年7月  | ブラジル         | Ernesto Leme                             |
| 1954年8月  | 中華民国         | 蔣廷黻                                   |
| 1954年9月  | コロンビア       | Francisco José Urrutia Holguín           |
| 1954年10月 | デンマーク       | William Borberg                          |
| 1954年11月 | フランス         | アンリ・オプノ                           |
| 1954年12月 | レバノン         | チャールズ・マリク                       |

### 1955年 - 1959年
1955年から1959年までの歴代議長
| 任期           | 議長国                | 議長                                                                             |
| -------------- | --------------------- | -------------------------------------------------------------------------------- |
| 1955年1月      | ニュージーランド      | レッシル・ムンロ                                                                 |
| 1955年2月      | ペルー                | ヴィクトル・アンドレス・ベラウンデ                                               |
| 1955年3月      | トルコ                | セリム・サーパー                                                                 |
| 1955年4月      | ソビエト連邦          | アルカディー・ソボレフ                                                           |
| 1955年5月      | イギリス              | ピアソン・ディクソン                                                             |
| 1955年6月      | アメリカ              | ヘンリー・カボット・ロッジ・ジュニア                                             |
| 1955年7月      | ベルギー              | Fernand Vanlangenhove                                                            |
| 1955年8月      | ブラジル              | シロ・ジ・フレイタス・ヴァリ                                                     |
| 1955年9月      | 中華民国              | 蔣廷黻                                                                           |
| 1955年10月     | フランス              | アンリ・オプノ                                                                   |
| 1955年11月     | イラン                | ナスロラ・エンテザム                                                             |
| 1955年12月     | ニュージーランド      | レッシル・ムンロ                                                                 |
| 1956年1月      | ペルー                | ヴィクトル・アンドレス・ベラウンデ                                               |
| 1956年2月      | ソビエト連邦          | アルカディー・ソボレフ                                                           |
| 1956年3月      | イギリス              | ピアソン・ディクソン                                                             |
| 1956年4月      | アメリカ              | ヘンリー・カボット・ロッジ・ジュニア                                             |
| 1956年5月      | ユーゴスラビア        | Jože Brilej                                                                      |
| 1956年6月      | オーストラリア        | エドワード・ロナルド・ウォーカー                                                 |
| 1956年7月      | ベルギー              | Josef Nisot                                                                      |
| 1956年8月      | 中華民国              | 蔣廷黻                                                                           |
| 1956年9月      | キューバ              | エミリオ・ヌエズ・ポルトゥオンド                                                 |
| 1956年10月     | フランス              | クリスチャン・ピノー、ベルナール・コルニュ＝ジャンティーユ、ルイ・ド・ギランゴー |
| 1956年11月     | イラン                | ナスロラ・エンテザム                                                             |
| 1956年12月     | ペルー                | ヴィクトル・アンドレス・ベラウンデ                                               |
| 1957年1月      | フィリピン            | カルロス・P・ロムロ                                                              |
| 1957年2月      | スウェーデン          | グンナル・ヤリング                                                               |
| 1957年3月      | ソビエト連邦          | アルカディー・ソボレフ                                                           |
| 1957年4月      | イギリス              | ピアソン・ディクソン                                                             |
| 1957年5月      | アメリカ              | ヘンリー・カボット・ロッジ・ジュニア                                             |
| 1957年6月      | オーストラリア        | エドワード・ロナルド・ウォーカー                                                 |
| 1957年7月      | 中華民国              | 蔣廷黻                                                                           |
| 1957年8月・9月 | コロンビア · キューバ | フランシスコ・ホセ・ウルティア・オルギン エミリオ・ヌエズ・ポルトゥオンド        |
| 1957年10月     | フランス              | ギヨーム・ジョージズ＝ピコ                                                       |
| 1957年11月     | イラク                | ハシェム・ジェワッド                                                             |
| 1957年12月     | フィリピン            | カルロス・P・ロムロ                                                              |
| 1958年1月      | スウェーデン          | グンナル・ヤリング                                                               |
| 1958年2月      | ソビエト連邦          | アルカディー・ソボレフ                                                           |
| 1958年3月      | イギリス              | ピアソン・ディクソン                                                             |
| 1958年4月      | アメリカ              | ヘンリー・カボット・ロッジ・ジュニア                                             |
| 1958年5月      | カナダ                | チャールズ・リッチー                                                             |
| 1958年6月      | 中華民国              | 蔣廷黻                                                                           |
| 1958年7月      | コロンビア            | アルフォンソ・アラウホ・ガビリア                                                 |
| 1958年8月      | フランス              | ギヨーム・ジョージズ＝ピコ                                                       |
| 1958年9月      | イラク                | ハシェム・ジェワッド                                                             |
| 1958年10月     | 日本                  | 松平康東                                                                         |
| 1958年11月     | パナマ                | ホルヘ・イジュエカ                                                               |
| 1958年12月     | スウェーデン          | グンナル・ヤリング                                                               |
| 1959年1月      | チュニジア            | モンギ・スリム                                                                   |
| 1959年2月      | ソビエト連邦          | アルカディー・ソボレフ                                                           |
| 1959年3月      | イギリス              | ピアソン・ディクソン                                                             |
| 1959年4月      | アメリカ              | ヘンリー・カボット・ロッジ・ジュニア                                             |
| 1959年5月      | アルゼンチン          | マリオ・アマデオ                                                                 |
| 1959年6月      | カナダ                | チャールズ・リッチー                                                             |
| 1959年7月      | 中華民国              | 蔣廷黻                                                                           |
| 1959年8月      | フランス              | アルマン・ベラール                                                               |
| 1959年9月      | イタリア              | エヒディオ・オルトナ                                                             |
| 1959年10月     | 日本                  | 松平康東                                                                         |
| 1959年11月     | パナマ                | ホルヘ・イジュエカ                                                               |
| 1959年12月     | チュニジア            | モンギ・スリム                                                                   |

### 1960年 - 1964年
1960年から1964年までの歴代議長
| 任期       | 議長国           | 議長                                                                           |
| ---------- | ---------------- | ------------------------------------------------------------------------------ |
| 1960年1月  | ソビエト連邦     | アルカディー・ソボレフ                                                         |
| 1960年2月  | イギリス         | ピアソン・ディクソン                                                           |
| 1960年3月  | アメリカ         | ヘンリー・カボット・ロッジ・ジュニア                                           |
| 1960年4月  | アルゼンチン     | マリオ・アマデオ                                                               |
| 1960年5月  | セイロン         | クロード・コリア                                                               |
| 1960年6月  | 中華民国         | 蔣廷黻                                                                         |
| 1960年7月  | エクアドル       | José A. Correa                                                                 |
| 1960年8月  | フランス         | アルマン・ベラール                                                             |
| 1960年9月  | イタリア         | エヒディオ・オルトナ                                                           |
| 1960年10月 | ポーランド       | ボフダン・レヴァンドフスキ                                                     |
| 1960年11月 | チュニジア       | モンギ・スリム                                                                 |
| 1960年12月 | ソビエト連邦     | ワレリアン・ゾリン                                                             |
| 1961年1月  | アラブ連合共和国 | Omar Loutfi                                                                    |
| 1961年2月  | イギリス         | パトリック・ディーン                                                           |
| 1961年3月  | アメリカ合衆国   | アドレー・スティーブンソン                                                     |
| 1961年4月  | セイロン         | Tikiri Banda Subasinghe                                                        |
| 1961年5月  | チリ             | Daniel Schweitzer                                                              |
| 1961年6月  | 中華民国         | 蔣廷黻、薛毓麒                                                                 |
| 1961年7月  | エクアドル       | レオポルド・ベニテス                                                           |
| 1961年8月  | フランス         | アルマン・ベラール                                                             |
| 1961年9月  | リベリア         | Nathan Barnes                                                                  |
| 1961年10月 | トルコ           | Rıfat Turgut Menemencioğlu                                                     |
| 1961年11月 | ソビエト連邦     | ワレリアン・ゾリン                                                             |
| 1961年12月 | アラブ連合共和国 | Omar Loutfi                                                                    |
| 1962年1月  | イギリス         | パトリック・ディーン                                                           |
| 1962年2月  | アメリカ合衆国   | アドレー・スティーブンソン、フランシス・T・P・プリンプトン                     |
| 1962年3月  | ベネズエラ       | カルロス・ソサ・ロドリゲス                                                     |
| 1962年4月  | チリ             | Daniel Schweitzer                                                              |
| 1962年5月  | 中華民国         | 蔣廷黻                                                                         |
| 1962年6月  | フランス         | アルマン・ベラール                                                             |
| 1962年7月  | ガーナ           | アレックス・カイソン＝サッキー                                                 |
| 1962年8月  | アイルランド     | フレデリック・ボランド                                                         |
| 1962年9月  | ルーマニア       | Mihai Haseganu                                                                 |
| 1962年10月 | ソビエト連邦     | プラトン・ドミトリエヴィチ・モロゾフ、ワレリアン・ゾリン                       |
| 1962年11月 | アラブ連合共和国 | マフムード・リヤード                                                           |
| 1962年12月 | イギリス         | パトリック・ディーン                                                           |
| 1963年1月  | アメリカ合衆国   | アドレー・スティーブンソン                                                     |
| 1963年2月  | ベネズエラ       | カルロス・ソサ・ロドリゲス                                                     |
| 1963年3月  | ブラジル         | Geraldo de Carvalho Silos                                                      |
| 1963年4月  | 中華民国         | 劉鍇                                                                           |
| 1963年5月  | フランス         | ロジェ・セドゥ                                                                 |
| 1963年6月  | ガーナ           | アレックス・カイソン＝サッキー                                                 |
| 1963年7月  | モロッコ         | Ahmed Taibi Benhima                                                            |
| 1963年8月  | ノルウェー       | Sievert A. Nielsen                                                             |
| 1963年9月  | フィリピン       | ジャシント・ボルハ                                                             |
| 1963年10月 | ソビエト連邦     | ニコライ・フェドレンコ                                                         |
| 1963年11月 | イギリス         | パトリック・ディーン                                                           |
| 1963年12月 | アメリカ合衆国   | アドレー・スティーブンソン、チャールズ・ヨスト、フランシス・T・P・プリンプトン |
| 1964年1月  | ボリビア         | Renan Castrillo Justiniano                                                     |
| 1964年2月  | ブラジル         | Carlos A. Bernardes                                                            |
| 1964年3月  | 中華民国         | 劉鍇                                                                           |
| 1964年4月  | チェコスロバキア | イジー・ハーイェク                                                             |
| 1964年5月  | フランス         | ロジェ・セドゥ                                                                 |
| 1964年6月  | コートジボワール | Arsène Usher Assouan                                                           |
| 1964年7月  | モロッコ         | Ahmed Taibi Benhima                                                            |
| 1964年8月  | ノルウェー       | Sievert A. Nielsen                                                             |
| 1964年9月  | ソビエト連邦     | プラトン・ドミトリエヴィチ・モロゾフ                                           |
| 1964年10月 | イギリス         | パトリック・ディーン                                                           |
| 1964年11月 | アメリカ合衆国   | アドレー・スティーブンソン                                                     |
| 1964年12月 | ボリビア         | Fernando Ortiz Sanz                                                            |

### 1965年 - 1969年
1965年から1969年までの歴代議長
| 任期       | 議長国           | 議長                                             |
| ---------- | ---------------- | ------------------------------------------------ |
| 1965年1月  | 中華民国         | 劉鍇                                             |
| 1965年2月  | フランス         | ロジェ・セドゥ                                   |
| 1965年3月  | コートジボワール | Arsène Usher Assouan                             |
| 1965年4月  | ヨルダン         | Abdelmunim Rifai                                 |
| 1965年5月  | マレーシア       | Radhakrishna Ramani                              |
| 1965年6月  | オランダ         | Jacobus Gijsbertus de Beus                       |
| 1965年7月  | ソビエト連邦     | プラトン・ドミトリエヴィチ・モロゾフ             |
| 1965年8月  | イギリス         | ロジャー・ジャックリング                         |
| 1965年9月  | アメリカ合衆国   | アーサー・ゴールドバーグ                         |
| 1965年10月 | ウルグアイ       | Hector Payssé Reyes                              |
| 1965年11月 | ボリビア         | Fernando Ortiz Sanz                              |
| 1965年12月 | 中華民国         | 劉鍇                                             |
| 1966年1月  | フランス         | ロジェ・セドゥ                                   |
| 1966年2月  | 日本             | 松井明                                           |
| 1966年3月  | ヨルダン         | Muhammad Hussain El-Farra                        |
| 1966年4月  | マリ             | Moussa Leo Keita                                 |
| 1966年5月  | オランダ         | Jacobus Gijsbertus de Beus                       |
| 1966年6月  | ニュージーランド | フランク・コーナー                               |
| 1966年7月  | ナイジェリア     | シメオン・アデボ                                 |
| 1966年8月  | ウガンダ         | アポロ・キロンデ                                 |
| 1966年9月  | ソビエト連邦     | ニコライ・フェドレンコ                           |
| 1966年10月 | イギリス         | ヒュー・フット、ロジャー・ジャックリング         |
| 1966年11月 | アメリカ合衆国   | アーサー・ゴールドバーグ                         |
| 1966年12月 | ウルグアイ       | Pedro P. Berro                                   |
| 1967年1月  | アルゼンチン     | ラウル・アルバート・クイジャーノ                 |
| 1967年2月  | ブラジル         | ジョゼ・セッテ・カマラ・フィリオ                 |
| 1967年3月  | ブルガリア       | Milko Tarabanov                                  |
| 1967年4月  | カナダ           | ジョージ・イグナティエフ                         |
| 1967年5月  | 中華民国         | 劉鍇                                             |
| 1967年6月  | デンマーク       | ハンス・テイバー                                 |
| 1967年7月  | エチオピア       | エンダルカチュー・マコンネン                     |
| 1967年8月  | フランス         | ロジェ・セドゥ                                   |
| 1967年9月  | インド           | Gopalaswami Parthasarathi                        |
| 1967年10月 | 日本             | 鶴岡千仭                                         |
| 1967年11月 | マリ             | Mamadou Boubacar Kante                           |
| 1967年12月 | ナイジェリア     | シメオン・アデボ                                 |
| 1968年1月  | パキスタン       | アガ・シャヒ                                     |
| 1968年2月  | パラグアイ       | Miguel Solano Lopez                              |
| 1968年3月  | セネガル         | ウスマン・ソセ                                   |
| 1968年4月  | ソビエト連邦     | ヤコフ・マリク                                   |
| 1968年5月  | イギリス         | ヒュー・フット                                   |
| 1968年6月  | アメリカ合衆国   | アーサー・ゴールドバーグ                         |
| 1968年7月  | アルジェリア     | Tewfik Bouattoura                                |
| 1968年8月  | ブラジル         | ジョアン・アウグスト・デ・アラウージョ・カストロ |
| 1968年9月  | カナダ           | ジョージ・イグナティエフ                         |
| 1968年10月 | 中華民国         | 劉鍇                                             |
| 1968年11月 | デンマーク       | Otto L. Borch                                    |
| 1968年12月 | エチオピア       | エンダルカチュー・マコンネン                     |
| 1969年1月  | フィンランド     | マックス・ヤコブソン                             |
| 1969年2月  | フランス         | アルマン・ベラール                               |
| 1969年3月  | ハンガリー       | Csatorday Károly                                 |
| 1969年4月  | ネパール         | パドマ・バハドゥル・カトリ                       |
| 1969年5月  | パキスタン       | アガ・シャヒ                                     |
| 1969年6月  | パラグアイ       | Miguel Solano Lopez                              |
| 1969年7月  | セネガル         | Ibrahima Boye                                    |
| 1969年8月  | スペイン         | ジェイム・デ・パニエス                           |
| 1969年9月  | ソビエト連邦     | ヤコフ・マリク                                   |
| 1969年10月 | イギリス         | ヒュー・フット                                   |
| 1969年11月 | アメリカ合衆国   | チャールズ・ヨスト                               |
| 1969年12月 | ザンビア         | ヴァーノン・ムワアンガ                           |

### 1970年 - 1974年
1970年から1974年までの歴代議長
| 任期       | 議長国         | 議長                                                           |
| ---------- | -------------- | -------------------------------------------------------------- |
| 1970年1月  | ブルンジ       | Terence Nsanze                                                 |
| 1970年2月  | 中華民国       | 劉鍇                                                           |
| 1970年3月  | コロンビア     | Joaquín Vallejo Arbeláez                                       |
| 1970年4月  | フィンランド   | マックス・ヤコブソン                                           |
| 1970年5月  | フランス       | ジャック・コシュースコ＝モリゼ                                 |
| 1970年6月  | ネパール       | パドマ・バハドゥル・カトリ                                     |
| 1970年7月  | ニカラグア     | ギジェルモ・セビル・サカサ                                     |
| 1970年8月  | ポーランド     | Eugeniusz Kułaga                                               |
| 1970年9月  | シエラレオネ   | デビッドソン・ニコル                                           |
| 1970年10月 | スペイン       | ジェイム・デ・パニエス                                         |
| 1970年11月 | シリア         | ジョージ・トーメ                                               |
| 1970年12月 | ソビエト連邦   | ヤコフ・マリク                                                 |
| 1971年1月  | イギリス       | コリン・クロウ                                                 |
| 1971年2月  | アメリカ合衆国 | チャールズ・ヨスト                                             |
| 1971年3月  | アルゼンチン   | カルロス・オルティス・デ・ロサス                               |
| 1971年4月  | ベルギー       | Edouard Longerstaey                                            |
| 1971年5月  | ブルンジ       | Terence Nsanze                                                 |
| 1971年6月  | 中華民国       | 劉鍇                                                           |
| 1971年7月  | フランス       | ジャック・コシュースコ＝モリゼ                                 |
| 1971年8月  | イタリア       | Piero Vinci                                                    |
| 1971年9月  | 日本           | 中川融                                                         |
| 1971年10月 | ニカラグア     | ギジェルモ・セビル・サカサ                                     |
| 1971年11月 | ポーランド     | Eugeniusz Kułaga                                               |
| 1971年12月 | シエラレオネ   | Ismail Byne Taylor-Kamara                                      |
| 1972年1月  | ソマリア       | アブドゥルラヒム・アビー・ファーラー、ウマル・アルテ・ガリブ   |
| 1972年2月  | スーダン       | マンスール・カリッド、Rahmatalla Abdalla、Mohammed Fakhreddine |
| 1972年3月  | ソビエト連邦   | ヤコフ・マリク                                                 |
| 1972年4月  | イギリス       | コリン・クロウ                                                 |
| 1972年5月  | アメリカ合衆国 | ジョージ・H・W・ブッシュ                                       |
| 1972年6月  | ユーゴスラビア | ラザー・モジソフ                                               |
| 1972年7月  | アルゼンチン   | カルロス・オルティス・デ・ロサス                               |
| 1972年8月  | ベルギー       | Edouard Longerstaey                                            |
| 1972年9月  | 中華人民共和国 | 黄華                                                           |
| 1972年10月 | フランス       | ルイ・ド・ギランゴー                                           |
| 1972年11月 | ギニア         | ジャンヌ・マルタン・シセ                                       |
| 1972年12月 | インド         | サマル・セン                                                   |
| 1973年1月  | インドネシア   | Khaidir Anwar Sani                                             |
| 1973年2月  | ケニア         | ジョゼフ・オデロ・ジョウィイ                                   |
| 1973年3月  | パナマ         | アキリーノ・ボイド、オマル・トリホス、Juan Antonio Tack        |
| 1973年4月  | ペルー         | ハビエル・ペレス・デ・クエヤル                                 |
| 1973年5月  | スーダン       | Ramatalla Abdulla                                              |
| 1973年6月  | ソビエト連邦   | ヤコフ・マリク                                                 |
| 1973年7月  | イギリス       | ケネス・ジェイミソン、コリン・クロウ                           |
| 1973年8月  | アメリカ合衆国 | ジョン・A・スカリー                                            |
| 1973年9月  | ユーゴスラビア | ラザー・モジソフ                                               |
| 1973年10月 | オーストラリア | ローレンス・マッキンタイヤー                                   |
| 1973年11月 | オーストリア   | ピーター・ヤンコビッチ                                         |
| 1973年12月 | 中華人民共和国 | 黄華                                                           |
| 1974年1月  | コスタリカ     | ゴンサロ・ファシオ・セグレダ                                   |
| 1974年2月  | フランス       | ルイ・ド・ギランゴー                                           |
| 1974年3月  | インドネシア   | Khaidir Anwar Sani                                             |
| 1974年4月  | イラク         | Talib El-Shibib                                                |
| 1974年5月  | ケニア         | Charles Gatere Maina                                           |
| 1974年6月  | モーリタニア   | Moulaye El Hassen                                              |
| 1974年7月  | ペルー         | ハビエル・ペレス・デ・クエヤル                                 |
| 1974年8月  | ソビエト連邦   | ヤコフ・マリク                                                 |
| 1974年9月  | イギリス       | アイバー・リチャード                                           |
| 1974年10月 | カメルーン     | Michel Njine                                                   |
| 1974年11月 | アメリカ合衆国 | ジョン・A・スカリー                                            |
| 1974年12月 | オーストラリア | ローレンス・マッキンタイヤー                                   |

### 1975年 - 1979年
1975年から1979年までの歴代議長
| 任期                          | 議長国                           | 議長                                             |
| ----------------------------- | -------------------------------- | ------------------------------------------------ |
| 1975年1月                     | 白ロシア・ソビエト社会主義共和国 | Guerodot G. Tchernouchtchenko                    |
| 1975年2月                     | 中華人民共和国                   | 黄華                                             |
| 1975年3月                     | コスタリカ                       | ゴンサロ・ファシオ・セグレダ、Fernando Salazar   |
| 1975年4月                     | フランス                         | ルイ・ド・ギランゴー                             |
| 1975年5月                     | ガイアナ                         | シュリダス・ランファル                           |
| 1975年6月                     | イラク                           | Abdul Karim al-Shaikhly                          |
| 1975年7月                     | イタリア                         | Eugenio Plaja                                    |
| 1975年8月                     | 日本                             | 斉藤鎮男                                         |
| 1975年9月                     | モーリタニア                     | Moulaye El Hassen                                |
| 1975年10月                    | スウェーデン                     | Olof Rydbeck                                     |
| 1975年11月                    | ソビエト連邦                     | ヤコフ・マリク                                   |
| 1975年12月1日-15日、17日-31日 | イギリス                         | アイバー・リチャード                             |
| 1975年12月16日                | カメルーン                       | フェルディナン・オヨノ                           |
| 1976年1月                     | タンザニア                       | サリム・アハメド・サリム                         |
| 1976年2月                     | アメリカ合衆国                   | ダニエル・パトリック・モイニハン                 |
| 1976年3月                     | ベナン                           | トーマス・S・ボヤ                                |
| 1976年4月                     | 中華人民共和国                   | 黄華                                             |
| 1976年5月                     | フランス                         | ルイ・ド・ギランゴー                             |
| 1976年6月                     | ガイアナ                         | ラッシュリー・ジャクソン、フレデリック・ウィルズ |
| 1976年7月                     | イタリア                         | Piero Vinci                                      |
| 1976年8月                     | 日本                             | 安倍勲                                           |
| 1976年9月                     | リビア                           | Mansour Rashid El-Kikhia                         |
| 1976年10月                    | パキスタン                       | Iqbal Akhund                                     |
| 1976年11月                    | パナマ                           | Jorge Illueca                                    |
| 1976年12月                    | ルーマニア                       | Ion Datcu                                        |
| 1977年1月                     | ソビエト連邦                     | オレグ・トロヤノスキー                           |
| 1977年2月                     | イギリス                         | ジェームズ・マレー                               |
| 1977年3月                     | アメリカ合衆国                   | アンドリュー・ヤング                             |
| 1977年4月                     | ベネズエラ                       | シモン・アルベルト・コンサルヴィ                 |
| 1977年5月                     | ベナン                           | トーマス・S・ボヤ                                |
| 1977年6月                     | カナダ                           | ウィリアム・ヒクソン・バートン                   |
| 1977年7月                     | 中華人民共和国                   | 陳楚                                             |
| 1977年8月                     | フランス                         | ジャック・ルプレット                             |
| 1977年9月                     | ドイツ連邦共和国                 | リュディガー・フォン・ヴェマール                 |
| 1977年10月                    | インド                           | Rikhi Jaipal                                     |
| 1977年11月                    | リビア                           | Mansour Rashid El-Kikhia                         |
| 1977年12月                    | モーリシャス                     | Radha Krishna Ramphul、Harold E. Walter          |
| 1978年1月                     | ナイジェリア                     | ヨセフ・ナンベン・ガルバ、Leslie O. Harriman     |
| 1978年2月                     | ソビエト連邦                     | オレグ・トロヤノスキー                           |
| 1978年3月                     | イギリス                         | アイバー・リチャード                             |
| 1978年4月                     | アメリカ合衆国                   | アンドリュー・ヤング                             |
| 1978年5月                     | ベネズエラ                       | Ruben Carpio Castillo                            |
| 1978年6月                     | ボリビア                         | マリオ・ロロン・アナヤ                           |
| 1978年7月                     | カナダ                           | ウィリアム・ヒクソン・バートン                   |
| 1978年8月                     | 中華人民共和国                   | 陳楚                                             |
| 1978年9月                     | チェコスロバキア                 | Ilja Hulínský                                    |
| 1978年10月                    | フランス                         | ジャック・ルプレット                             |
| 1978年11月                    | ガボン                           | Léon N'Dong                                      |
| 1978年12月                    | ドイツ連邦共和国                 | リュディガー・フォン・ヴェマール                 |
| 1979年1月                     | ジャマイカ                       | Donald O. Mills                                  |
| 1979年2月                     | クウェート                       | Abdullah Bishara                                 |
| 1979年3月                     | ナイジェリア                     | Leslie O. Harriman                               |
| 1979年4月                     | ノルウェー                       | オーレ・オルゴール                               |
| 1979年5月                     | ポルトガル                       | Vasco Futscher Pereira                           |
| 1979年6月                     | ソビエト連邦                     | オレグ・トロヤノスキー                           |
| 1979年7月                     | イギリス                         | アイバー・リチャード                             |
| 1979年8月                     | アメリカ合衆国                   | アンドリュー・ヤング                             |
| 1979年9月                     | ザンビア                         | ポール・J・F・ルサカ                             |
| 1979年10月                    | バングラデシュ                   | クファジャ・ムハンマド・カイザー                 |
| 1979年11月                    | ボリビア                         | Sergio Palacios de Vizzio                        |
| 1979年12月                    | 中華人民共和国                   | 陳楚                                             |

### 1980年 - 1984年
1980年から1984年までの歴代議長
| 任期       | 議長国                                          | 議長                                               |
| ---------- | ----------------------------------------------- | -------------------------------------------------- |
| 1980年1月  | フランス                                        | ジャック・ルプレット                               |
| 1980年2月  | 東ドイツ                                        | ピーター・フローリン                               |
| 1980年3月  | ジャマイカ                                      | Donald O. Mills                                    |
| 1980年4月  | メキシコ                                        | ポルフィリオ・ムニョス・レド                       |
| 1980年5月  | ニジェール                                      | アイド・ウマル                                     |
| 1980年6月  | ノルウェー                                      | オーレ・オルゴール                                 |
| 1980年7月  | フィリピン                                      | カルロス・P・ロムロ                                |
| 1980年8月  | ポルトガル                                      | Vasco Futscher Pereira                             |
| 1980年9月  | チュニジア                                      | タイエブ・スリム                                   |
| 1980年10月 | ソビエト連邦                                    | オレグ・トロヤノスキー                             |
| 1980年11月 | イギリス                                        | アンソニー・パーソンズ                             |
| 1980年12月 | アメリカ合衆国                                  | ドナルド・マクヘンリー                             |
| 1981年1月  | 中華人民共和国                                  | 凌青                                               |
| 1981年2月  | フランス                                        | ジャック・ルプレット                               |
| 1981年3月  | 東ドイツ                                        | ピーター・フローリン                               |
| 1981年4月  | アイルランド                                    | ノエル・ドア                                       |
| 1981年5月  | 日本                                            | 西堀正弘                                           |
| 1981年6月  | メキシコ                                        | ポルフィリオ・ムニョス・レド                       |
| 1981年7月  | ニジェール                                      | アイド・ウマル                                     |
| 1981年8月  | パナマ                                          | Jorge Illueca                                      |
| 1981年9月  | フィリピン                                      | カルロス・P・ロムロ                                |
| 1981年10月 | スペイン                                        | ジェイム・デ・パニエス                             |
| 1981年11月 | チュニジア                                      | タイエブ・スリム                                   |
| 1981年12月 | ウガンダ                                        | オララ・オトゥヌ                                   |
| 1982年1月  | ソビエト連邦                                    | オレグ・トロヤノスキー                             |
| 1982年2月  | イギリス                                        | アンソニー・パーソンズ                             |
| 1982年3月  | アメリカ合衆国                                  | ジーン・カークパトリック                           |
| 1982年4月  | ザイール                                        | ジェラール・カマンダ・ワ・カマンダ                 |
| 1982年5月  | 中華人民共和国                                  | 凌青                                               |
| 1982年6月  | フランス                                        | リュック・ド・ナントゥイユ                         |
| 1982年7月  | ガイアナ                                        | Noel G. Sinclair                                   |
| 1982年8月  | アイルランド                                    | ノエル・ドア                                       |
| 1982年9月  | 日本                                            | 西堀正弘                                           |
| 1982年10月 | ヨルダン                                        | Hazem Nuseibeh                                     |
| 1982年11月 | パナマ                                          | カルロス・オゾレス                                 |
| 1982年12月 | ポーランド                                      | Włodzimierz Natorf                                 |
| 1983年1月  | トーゴ                                          | Atsu-Koffi Amega                                   |
| 1983年2月  | ソビエト連邦                                    | オレグ・トロヤノスキー                             |
| 1983年3月  | イギリス                                        | ジョン・トムソン                                   |
| 1983年4月  | アメリカ合衆国                                  | ジーン・カークパトリック                           |
| 1983年5月  | ザイール                                        | Umba di Lutete、ジェラール・カマンダ・ワ・カマンダ |
| 1983年6月  | ジンバブエ                                      | Elleck Mashingaidze                                |
| 1983年7月  | 中華人民共和国                                  | 凌青                                               |
| 1983年8月  | フランス                                        | リュック・ド・ナントゥイユ                         |
| 1983年9月  | ガイアナ                                        | Noel G. Sinclair                                   |
| 1983年10月 | ヨルダン                                        | Abdullah Salah                                     |
| 1983年11月 | マルタ                                          | Victor J. Gauci                                    |
| 1983年12月 | オランダ                                        | マックス・ファン・デル・ストゥール                 |
| 1984年1月  | ニカラグア                                      | Francisco Javier Chamorro Mora                     |
| 1984年2月  | パキスタン                                      | Sardar Shah Nawaz                                  |
| 1984年3月  | ペルー                                          | ハビエル・アリアス・ステラ                         |
| 1984年4月  | ウクライナ・ソビエト社会主義共和国              | ヴォロディームィル・クラベッツ                     |
| 1984年5月  | ソビエト連邦                                    | オレグ・トロヤノスキー                             |
| 1984年6月  | イギリス                                        | ジョン・トムソン                                   |
| 1984年7月  | アメリカ合衆国                                  | ジーン・カークパトリック                           |
| 1984年8月  | オートボルタ共和国（8月4日から ブルキナファソ） | Leandre Bassole                                    |
| 1984年9月  | ジンバブエ                                      | Elleck Mashingaidze                                |
| 1984年10月 | ブルキナファソ                                  | Basile Laerte Guissou、Leandre Bassole             |
| 1984年11月 | 中華人民共和国                                  | 凌青                                               |
| 1984年12月 | エジプト                                        | Ahmed Tawfik Khalil                                |

### 1985年 - 1989年
1985年から1989年までの歴代議長
| 任期       | 議長国                             | 議長                                                       |
| ---------- | ---------------------------------- | ---------------------------------------------------------- |
| 1985年1月  | フランス                           | クロード・ド・ケモウラリア                                 |
| 1985年2月  | インド                             | ナタラジャン・クリシュナン                                 |
| 1985年3月  | マダガスカル                       | Blaise Rabetafika                                          |
| 1985年4月  | ペルー                             | ハビエル・アリアス・ステラ                                 |
| 1985年5月  | タイ                               | Birabhongse Kasemsri、シティ・サウェートシラー             |
| 1985年6月  | トリニダード・トバゴ               | Errol Mahabir、D. H. N. Alleyne                            |
| 1985年7月  | ウクライナ・ソビエト社会主義共和国 | ヘンナディー・ウドベンコ                                   |
| 1985年8月  | ソビエト連邦                       | オレグ・トロヤノスキー                                     |
| 1985年9月  | イギリス                           | ジョン・トムソン、ジェフリー・ハウ                         |
| 1985年10月 | アメリカ合衆国                     | ハーバート・スチュアート・オークン、バーノン・ウォルターズ |
| 1985年11月 | オーストラリア                     | リチャード・ウールコット                                   |
| 1985年12月 | ブルキナファソ                     | Leandre Bassole                                            |
| 1986年1月  | 中華人民共和国                     | 李鹿野                                                     |
| 1986年2月  | コンゴ人民共和国                   | Martin Adouki                                              |
| 1986年3月  | デンマーク                         | Ole Bierring                                               |
| 1986年4月  | フランス                           | クロード・ド・ケモウラリア                                 |
| 1986年5月  | ガーナ                             | ジェームス・ビクター・グベホ                               |
| 1986年6月  | マダガスカル                       | Blaise Rabetafika                                          |
| 1986年7月  | タイ                               | Birabhongse Kasemsri                                       |
| 1986年8月  | トリニダード・トバゴ               | D. H. N. Alleyne                                           |
| 1986年9月  | ソビエト連邦                       | アレクサンドル・ベロノゴフ                                 |
| 1986年10月 | アラブ首長国連邦                   | Mohammed Hussein Al Shaali                                 |
| 1986年11月 | イギリス                           | ジョン・トムソン                                           |
| 1986年12月 | アメリカ合衆国                     | バーノン・ウォルターズ                                     |
| 1987年1月  | ベネズエラ                         | アンドレス・アギラル・モーズリー                           |
| 1987年2月  | ザンビア                           | Peter D. Zuze                                              |
| 1987年3月  | アルゼンチン                       | マルセロ・デルペシュ                                       |
| 1987年4月  | ブルガリア                         | Boris Tsvetkov                                             |
| 1987年5月  | 中華人民共和国                     | 黄嘉華                                                     |
| 1987年6月  | コンゴ人民共和国                   | Martin Adouki                                              |
| 1987年7月  | フランス                           | ジャン＝ベルナール・レイモン、ピエール・ルイス・ブラン     |
| 1987年8月  | ドイツ連邦共和国                   | ハンス・ヴェルナー・ラウテンシュラガー                     |
| 1987年9月  | ガーナ                             | ジェームス・ビクター・グベホ                               |
| 1987年10月 | イタリア                           | マウリツィオ・ブッチ                                       |
| 1987年11月 | 日本                               | 菊地清明                                                   |
| 1987年12月 | ソビエト連邦                       | アレクサンドル・ベロノゴフ                                 |
| 1988年1月  | イギリス                           | クリスピン・ティッケル                                     |
| 1988年2月  | アメリカ合衆国                     | ハーバート・スチュアート・オークン、バーノン・ウォルターズ |
| 1988年3月  | ユーゴスラビア                     | ドラゴスラヴ・ペジック                                     |
| 1988年4月  | ザンビア                           | Peter D. Zuze                                              |
| 1988年5月  | アルジェリア                       | Hocine Djoudi                                              |
| 1988年6月  | アルゼンチン                       | マルセロ・デルペシュ                                       |
| 1988年7月  | ブラジル                           | Paulo Nogueira Batista                                     |
| 1988年8月  | 中華人民共和国                     | 李鹿野                                                     |
| 1988年9月  | フランス                           | ピエール・ルイス・ブラン                                   |
| 1988年10月 | ドイツ連邦共和国                   | アレクサンダー・ヨーク・フォン・ヴァルテンブルク           |
| 1988年11月 | イタリア                           | マリオ・シャロイヤ、G. Migliuolo                           |
| 1988年12月 | 日本                               | 加賀美秀夫                                                 |
| 1989年1月  | マレーシア                         | ラザリ・イスマイル                                         |
| 1989年2月  | ネパール                           | J. P. Rana                                                 |
| 1989年3月  | セネガル                           | A. C. Diallo                                               |
| 1989年4月  | ソビエト連邦                       | アレクサンドル・ベロノゴフ                                 |
| 1989年5月  | イギリス                           | クリスピン・ティッケル                                     |
| 1989年6月  | アメリカ合衆国                     | トーマス・ピカリング                                       |
| 1989年7月  | ユーゴスラビア                     | ドラゴスラヴ・ペジック                                     |
| 1989年8月  | アルジェリア                       | Hocine Djoudi                                              |
| 1989年9月  | ブラジル                           | Paulo Nogueira Batista                                     |
| 1989年10月 | カナダ                             | イヴ・フォルティエ                                         |
| 1989年11月 | 中華人民共和国                     | 李鹿野                                                     |
| 1989年12月 | コロンビア                         | エンリケ・ペニャロサ                                       |

### 1990年 - 1994年
1990年から1994年までの歴代議長
| 任期              | 議長国                      | 議長                                                          |
| ----------------- | --------------------------- | ------------------------------------------------------------- |
| 1990年1月         | コートジボワール            | アマラ・エシー                                                |
| 1990年2月         | キューバ                    | リカルド・アラルコン                                          |
| 1990年3月         | 南イエメン                  | Abdullah Saleh al-Ashtal                                      |
| 1990年4月         | エチオピア                  | Tesfaye Tadessa                                               |
| 1990年5月         | フィンランド                | クラウス・トーンナッド                                        |
| 1990年6月         | フランス                    | ピエール・ルイス・ブラン                                      |
| 1990年7月         | マレーシア                  | ラザリ・イスマイル                                            |
| 1990年8月         | ルーマニア                  | アウレル・ドラゴシュ・ムンテアヌ                              |
| 1990年9月         | ソビエト連邦                | ユーリ・ウォロンツォフ、エドゥアルド・シェワルナゼ            |
| 1990年10月        | イギリス                    | デイビッド・ハネイ                                            |
| 1990年11月        | アメリカ合衆国              | トーマス・ピカリング、ジェイムズ・ベイカー                    |
| 1990年12月        | イエメン                    | Abdullah Saleh al-Ashtal                                      |
| 1991年1月         | ザイール                    | Bagbeni Adeito Nzengeya                                       |
| 1991年2月         | ジンバブエ                  | シンバラシェ・ムンベンゲグウィ                                |
| 1991年3月         | オーストリア                | Peter Hohenfellner                                            |
| 1991年4月         | ベルギー                    | ポール・ノーテルダーメ                                        |
| 1991年5月         | 中華人民共和国              | 李道豫                                                        |
| 1991年6月         | コートジボワール            | Jean-Jacques Bechio                                           |
| 1991年7月         | キューバ                    | リカルド・アラルコン                                          |
| 1991年8月         | エクアドル                  | ホセ・アヤラ・ラッソ                                          |
| 1991年9月         | フランス                    | ジャン＝ベルナール・メリメ、ローラン・デュマ                  |
| 1991年10月        | インド                      | チンマヤ・ガレカーン                                          |
| 1991年11月        | ルーマニア                  | アウレル・ドラゴシュ・ムンテアヌ                              |
| 1991年12月1-21日  | ソビエト連邦                | ユーリ・ウォロンツォフ                                        |
| 1991年12月21-31日 | ロシア                      | ユーリ・ウォロンツォフ                                        |
| 1992年1月         | イギリス                    | デイビッド・ハネイ、ジョン・メージャー                        |
| 1992年2月         | アメリカ合衆国              | トーマス・ピカリング                                          |
| 1992年3月         | ベネズエラ                  | ディエゴ・アリア                                              |
| 1992年4月         | ジンバブエ                  | シンバラシェ・ムンベンゲグウィ、Stanislaus Garikai Chigwedere |
| 1992年5月         | オーストリア                | Peter Hohenfellner                                            |
| 1992年6月         | ベルギー                    | ポール・ノーテルダーメ                                        |
| 1992年7月         | カーボベルデ                | ホセ・ルイス・ヘスス                                          |
| 1992年8月         | 中華人民共和国              | 李道豫                                                        |
| 1992年9月         | エクアドル                  | ホセ・アヤラ・ラッソ                                          |
| 1992年10月        | フランス                    | ジャン＝ベルナール・メリメ                                    |
| 1992年11月        | ハンガリー                  | アンドレ・エルデシュ                                          |
| 1992年12月        | インド                      | チンマヤ・ガレカーン                                          |
| 1993年1月         | 日本                        | 波多野敬雄                                                    |
| 1993年2月         | モロッコ                    | Ahmed Snoussi                                                 |
| 1993年3月         | ニュージーランド            | テレンス・オブライエン、ドン・マキノン                        |
| 1993年4月         | パキスタン                  | ジャムシェド・マルケル                                        |
| 1993年5月         | ロシア                      | ユーリ・ウォロンツォフ                                        |
| 1993年6月         | スペイン                    | フアン・アントニオ・ジャニェス＝バルヌエボ                    |
| 1993年7月         | イギリス                    | デイビッド・ハネイ                                            |
| 1993年8月         | アメリカ合衆国              | マデレーン・オルブライト                                      |
| 1993年9月         | ベネズエラ                  | Adolfo Taylhardat                                             |
| 1993年10月        | ブラジル                    | Ronaldo Mota Sardenberg                                       |
| 1993年11月        | カーボベルデ 中華人民共和国 | ホセ・ルイス・ヘスス 李肇星                                   |
| 1993年12月        | 中華人民共和国              | 李肇星                                                        |
| 1994年1月         | チェコ                      | Karel Kovanda                                                 |
| 1994年2月         | ジブチ                      | Roble Olhaye                                                  |
| 1994年3月         | フランス                    | ジャン＝ベルナール・メリメ                                    |
| 1994年4月         | ニュージーランド            | Colin Keating、ドン・マキノン                                 |
| 1994年5月         | ナイジェリア                | イブラヒム・アッボーラ・ガンバリ、Baba Gana Kingibe           |
| 1994年6月         | オマーン                    | Salim Bin Mohammed Al-Kussaiby                                |
| 1994年7月         | パキスタン                  | ジャムシェド・マルケル                                        |
| 1994年8月         | ロシア                      | ユーリ・ウォロンツォフ                                        |
| 1994年9月         | スペイン                    | フアン・アントニオ・ジャニェス＝バルヌエボ、ハビエル・ソラナ  |
| 1994年10月        | イギリス                    | デイビッド・ハネイ                                            |
| 1994年11月        | アメリカ合衆国              | マデレーン・オルブライト                                      |
| 1994年12月        | ルワンダ                    | Manzi Bakuramutsa                                             |

### 1995年 - 1999年
1995年から1999年までの歴代議長
| 任期       | 議長国         | 議長                                                 |
| ---------- | -------------- | ---------------------------------------------------- |
| 1995年1月  | アルゼンチン   | Emilio Cárdenas                                      |
| 1995年2月  | ボツワナ       | ジョセフ・レグワイラ、モンパティ・メラフェ           |
| 1995年3月  | 中華人民共和国 | 李肇星、王学賢                                       |
| 1995年4月  | チェコ         | Karel Kovanda、アレクサンドル・ヴォンドラ            |
| 1995年5月  | フランス       | ジャン＝ベルナール・メリメ                           |
| 1995年6月  | ドイツ         | デトレフ・グラフ・ツー・ランツァウ                   |
| 1995年7月  | ホンジュラス   | Gerardo Martínez Blanco、Delmer Urbizio Panting      |
| 1995年8月  | インドネシア   | ヌグロホ・ウィスナムルティ                           |
| 1995年9月  | イタリア       | フランチェスコ・パオロ・フルチ、スザンナ・アニェッリ |
| 1995年10月 | ナイジェリア   | イブラヒム・アッボーラ・ガンバリ                     |
| 1995年11月 | オマーン       | Salim bin Mohammed Al-Khussaiby                      |
| 1995年12月 | ロシア         | セルゲイ・ラブロフ                                   |
| 1996年1月  | イギリス       | ジョン・ウェストン                                   |
| 1996年2月  | アメリカ合衆国 | マデレーン・オルブライト                             |
| 1996年3月  | ボツワナ       | ジョセフ・レグワイラ                                 |
| 1996年4月  | チリ           | フアン・ソマビア                                     |
| 1996年5月  | 中華人民共和国 | 秦華孫                                               |
| 1996年6月  | エジプト       | ナビール・エル＝アラビー                             |
| 1996年7月  | フランス       | アラン・デジャメ                                     |
| 1996年8月  | ドイツ         | トノ・アイテル                                       |
| 1996年9月  | ギニアビサウ   | アルフレド・ロペス・カブラル                         |
| 1996年10月 | ホンジュラス   | Delmer Urbizio Panting、Gerardo Martínez Blanco      |
| 1996年11月 | インドネシア   | ヌグロホ・ウィスナムルティ                           |
| 1996年12月 | イタリア       | フランチェスコ・パオロ・フルチ                       |
| 1997年1月  | 日本           | 小和田恆                                             |
| 1997年2月  | ケニア         | Njuguna M. Mahugu                                    |
| 1997年3月  | ポーランド     | Zbigniew M. Włosowicz                                |
| 1997年4月  | ポルトガル     | アントニオ・モンテイロ                               |
| 1997年5月  | 韓国           | 朴銖吉、柳宗夏                                       |
| 1997年6月  | ロシア         | セルゲイ・ラブロフ                                   |
| 1997年7月  | スウェーデン   | Peter Osvald、レナ・イェルム＝ウォーレン             |
| 1997年8月  | イギリス       | ジョン・ウェストン                                   |
| 1997年9月  | アメリカ合衆国 | ビル・リチャードソン、マデレーン・オルブライト       |
| 1997年10月 | チリ           | フアン・ソマビア                                     |
| 1997年11月 | 中華人民共和国 | 秦華孫                                               |
| 1997年12月 | コスタリカ     | フェルナンド・ベロカル・ソト                         |
| 1998年1月  | フランス       | アラン・デジャメ                                     |
| 1998年2月  | ガボン         | カジミール・オイエ・ムバ、Denis Dangue Réwaka        |
| 1998年3月  | ガンビア       | Momodou Lamin Sedat Jobe、Abdoulie Sallah            |
| 1998年4月  | 日本           | 小和田恆                                             |
| 1998年5月  | ケニア         | Njuguna Mahugu、Bonaya Godana                        |
| 1998年6月  | ポルトガル     | アントニオ・モンテイロ、ハイメ・ガマ                 |
| 1998年7月  | ロシア         | セルゲイ・ラブロフ                                   |
| 1998年8月  | スロベニア     | ダニロ・テュルク                                     |
| 1998年9月  | スウェーデン   | レナ・イェルム＝ウォーレン、ハンズ・ダルグレン       |
| 1998年10月 | イギリス       | ジェレミー・グリーンストック                         |
| 1998年11月 | アメリカ合衆国 | ピーター・バーレイ                                   |
| 1998年12月 | バーレーン     | Jassim Mohammed Buallay                              |
| 1999年1月  | ブラジル       | セルソ・アモリム                                     |
| 1999年2月  | カナダ         | ロバート・ファウラー、ロイド・アックスワージー       |
| 1999年3月  | 中華人民共和国 | 秦華孫                                               |
| 1999年4月  | フランス       | アラン・デジャメ                                     |
| 1999年5月  | ガボン         | Denis Dangue Réwaka                                  |
| 1999年6月  | ガンビア       | バブカル＝ブライズ・ジャグネ                         |
| 1999年7月  | マレーシア     | サイド・ハミド・アルバー、Agam Hasmy                 |
| 1999年8月  | ナミビア       | Martin Andjaba、テオ＝ベン・グリラブ                 |
| 1999年9月  | オランダ       | Peter van Walsum、ヨジアス・ファン・アールツェン     |
| 1999年10月 | ロシア         | セルゲイ・ラブロフ                                   |
| 1999年11月 | スロベニア     | ダニロ・テュルク、Boris Frlec                        |
| 1999年12月 | イギリス       | ジェレミー・グリーンストック、ピーター・ヘイン       |

### 2000年 - 2004年
2000年から2004年までの歴代議長
| 任期       | 議長国         | 議長                                                                    |
| ---------- | -------------- | ----------------------------------------------------------------------- |
| 2000年1月  | アメリカ合衆国 | アル・ゴア、リチャード・ホルブルック、マデレーン・オルブライト          |
| 2000年2月  | アルゼンチン   | Arnoldo Manuel Listre、Adalberto Rodríguez Giavarini                    |
| 2000年3月  | バングラデシュ | Anwarul Karim Chowdhury、Abdus Samad Azad                               |
| 2000年4月  | カナダ         | Lloyd Axworthy、Robert Fowler                                           |
| 2000年5月  | 中華人民共和国 | 王英凡                                                                  |
| 2000年6月  | フランス       | ジャン＝ダビッド・レビット                                              |
| 2000年7月  | ジャマイカ     | Patricia Durrant、Paul Robertson                                        |
| 2000年8月  | マレーシア     | Agam Hasmy                                                              |
| 2000年9月  | マリ           | Moctar Ouane、Alpha Oumar Konaré                                        |
| 2000年10月 | ナミビア       | Martin Andjaba、Theo-Ben Gurirab                                        |
| 2000年11月 | オランダ       | Peter van Walsum、Jozias van Aartsen、Eveline Herfkens                  |
| 2000年12月 | ロシア         | セルゲイ・ラブロフ                                                      |
| 2001年1月  | シンガポール   | Kishore Mahbubani、S. Jayakumar                                         |
| 2001年2月  | チュニジア     | Said Ben Mustapha、Habib Ben Yahia                                      |
| 2001年3月  | ウクライナ     | Valeriy P. Kuchinsky、Volodymyr Yelchenko、Anatoliy Zlenko              |
| 2001年4月  | イギリス       | ジェレミー・グリーンストック                                            |
| 2001年5月  | アメリカ合衆国 | ジェームズ・カニンガム                                                  |
| 2001年6月  | バングラデシュ | Anwarul Karim Chowdhury、Abdus Samad Azad                               |
| 2001年7月  | 中華人民共和国 | 王英凡                                                                  |
| 2001年8月  | コロンビア     | Guillermo Fernández de Soto、Alfonso Valdivieso Sarmiento               |
| 2001年9月  | フランス       | ジャン＝ダビッド・レビット                                              |
| 2001年10月 | アイルランド   | Richard Ryan、Brian Cowen                                               |
| 2001年11月 | ジャマイカ     | Patricia Durrant、P. J. Patterson、Keith D. Knight                      |
| 2001年12月 | マリ           | Moctar Ouane                                                            |
| 2002年1月  | モーリシャス   | Jagdish Koonjul、Anil Gayan                                             |
| 2002年2月  | メキシコ       | Adolfo Aguilar Zínser                                                   |
| 2002年3月  | ノルウェー     | Ole Peter Kolby、Jan Petersen                                           |
| 2002年4月  | ロシア         | セルゲイ・ラブロフ                                                      |
| 2002年5月  | シンガポール   | Kishore Mahbubani、S. Jayakumar                                         |
| 2002年6月  | シリア         | Mikhail Wehbe、Farouk al-Sharaa                                         |
| 2002年7月  | イギリス       | ジェレミー・グリーンストック、ヴァレリー・アモス                        |
| 2002年8月  | アメリカ合衆国 | ジョン・ネグロポンテ、ジェームズ・カニンガム                            |
| 2002年9月  | ブルガリア     | Solomon Passy、Stefan Tafrov、Georgi Parvanov、Rayko Strahilov Raytchev |
| 2002年10月 | カメルーン     | Martin Belinga Eboutou                                                  |
| 2002年11月 | 中華人民共和国 | 張義山、王英凡                                                          |
| 2002年12月 | コロンビア     | Alfonso Valdivieso Sarmiento、Carolina Barco                            |
| 2003年1月  | フランス       | ジャン＝マルク・ド・ラ・サブリエール、ドミニク・ド・ビルパン            |
| 2003年2月  | ドイツ         | Gunter Pleuger、Joschka Fischer                                         |
| 2003年3月  | ギニア         | François Lonseny Fall、Mamady Traore                                    |
| 2003年4月  | メキシコ       | Adolfo Aguilar Zínser、Luis Ernesto Derbez                              |
| 2003年5月  | パキスタン     | Munir Akram、Khurshid Mahmud Kasuri                                     |
| 2003年6月  | ロシア         | セルゲイ・ラブロフ                                                      |
| 2003年7月  | スペイン       | Inocencio Arias、Ana Menendez、Ana Palacio                              |
| 2003年8月  | シリア         | Mikhail Wehbe、Faisal Meqdad                                            |
| 2003年9月  | イギリス       | エミル・ジョーンズ・パリー、ジャック・ストロー                          |
| 2003年10月 | アメリカ合衆国 | ジョン・ネグロポンテ、ジェームズ・カニンガム                            |
| 2003年11月 | アンゴラ       | Gaspar Martins                                                          |
| 2003年12月 | ブルガリア     | Stefan Tafrov、Solomon Passy                                            |
| 2004年1月  | チリ           | Heraldo Muñoz、Soledad Alvear                                           |
| 2004年2月  | 中華人民共和国 | 王光亜                                                                  |
| 2004年3月  | フランス       | ジャン＝マルク・ド・ラ・サブリエール、ピエール＝アンドレ・ウィルツァー  |
| 2004年4月  | ドイツ         | Gunter Pleuger、Kerstin Müller                                          |
| 2004年5月  | パキスタン     | Munir Akram、Khurshid Mahmud Kasuri                                     |
| 2004年6月  | フィリピン     | Lauro L. Baja Jr.、Delia Domingo-Albert                                 |
| 2004年7月  | ルーマニア     | Mihnea Motoc、Adrian Năstase、Mircea Geoană                             |
| 2004年8月  | ロシア         | アンドレイ・デニソフ                                                    |
| 2004年9月  | スペイン       | フアン・アントニオ・ジャニェス＝バルヌエボ、Miguel Ángel Moratinos      |
| 2004年10月 | イギリス       | エミル・ジョーンズ・パリー、ビル・ラメル、アダム・トムソン              |
| 2004年11月 | アメリカ合衆国 | ジョン・ダンフォース、アン・パターソン                                  |
| 2004年12月 | アルジェリア   | Abdallah Baali、Abdelaziz Belkhadem                                     |

### 2005年 - 2009年
| 任期       | 議長国           | 議長                                                                             |
| ---------- | ---------------- | -------------------------------------------------------------------------------- |
| 2005年1月  | アルゼンチン     | César Mayoral、Rafael Bielsa                                                     |
| 2005年2月  | ベナン           | Joel W. Adechi、Rogatien Biaou                                                   |
| 2005年3月  | ブラジル         | Ronaldo Mota Sardenberg                                                          |
| 2005年4月  | 中華人民共和国   | 王光亜 and Zhang Yishan                                                          |
| 2005年5月  | デンマーク       | Ellen Margrethe Løj、Lars Faaborg-Andersen、Per Stig Møller                      |
| 2005年6月  | フランス         | ジャン＝マルク・ド・ラ・サブリエール、ミシェル・デュクロ、ブリジット・コレ       |
| 2005年7月  | ギリシャ         | Adamantios Vassilakis                                                            |
| 2005年8月  | 日本             | 大島賢三                                                                         |
| 2005年9月  | フィリピン       | Lauro L. Baja Jr. and Bayani Mercado                                             |
| 2005年10月 | ルーマニア       | Mihnea Motoc and Mihai Răzvan Ungureanu                                          |
| 2005年11月 | ロシア           | アンドレイ・デニソフ                                                             |
| 2005年12月 | イギリス         | エミル・ジョーンズ・パリー                                                       |
| 2006年1月  | タンザニア       | Augustine P. Mahiga                                                              |
| 2006年2月  | アメリカ合衆国   | ジョン・ボルトン                                                                 |
| 2006年3月  | アルゼンチン     | César Mayoral                                                                    |
| 2006年4月  | 中華人民共和国   | 王光亜                                                                           |
| 2006年5月  | コンゴ共和国     | Basile Ikouébé and Pascal Gayama                                                 |
| 2006年6月  | デンマーク       | Ellen Margrethe Løj                                                              |
| 2006年7月  | フランス         | ジャン＝マルク・ド・ラ・サブリエール                                             |
| 2006年8月  | ガーナ           | Nana Effah-Apenteng                                                              |
| 2006年9月  | ギリシャ         | Adamantios Vassilakis                                                            |
| 2006年10月 | 日本             | 大島賢三                                                                         |
| 2006年11月 | ペルー           | Jorge Voto-Bernales                                                              |
| 2006年12月 | カタール         | Nassir Abdulaziz Al-Nasser and Mutlaq Majed al-Qahtani                           |
| 2007年1月  | ロシア           | ヴィタリー・チュルキン                                                           |
| 2007年2月  | スロバキア       | Peter Burian                                                                     |
| 2007年3月  | 南アフリカ共和国 | Dumisani Kumalo                                                                  |
| 2007年4月  | イギリス         | エミル・ジョーンズ・パリー and カレン・ピアース                                  |
| 2007年5月  | アメリカ合衆国   | ザルメイ・ハリルザド、アレハンドロ・ダニエル・ウルフ                             |
| 2007年6月  | ベルギー         | Johan C. Verbeke                                                                 |
| 2007年7月  | 中華人民共和国   | 王光亜                                                                           |
| 2007年8月  | コンゴ共和国     | Pascal Gayama                                                                    |
| 2007年9月  | フランス         | ジャン＝モーリス・リペール、ベルナール・クシュネル                               |
| 2007年10月 | ガーナ           | Leslie K. Christian                                                              |
| 2007年11月 | インドネシア     | Marty Natalegawa                                                                 |
| 2007年12月 | イタリア         | Marcello Spatafora                                                               |
| 2008年1月  | リビア           | Giadalla Ettalhi                                                                 |
| 2008年2月  | パナマ           | Ricardo Alberto Arias                                                            |
| 2008年3月  | ロシア           | ヴィタリー・チュルキン                                                           |
| 2008年4月  | 南アフリカ共和国 | Dumisani Kumalo                                                                  |
| 2008年5月  | イギリス         | カレン・ピアース                                                                 |
| 2008年6月  | アメリカ合衆国   | ザルメイ・ハリルザド、アレハンドロ・ダニエル・ウルフ                             |
| 2008年7月  | ベトナム         | Lê Lương Minh                                                                    |
| 2008年8月  | ベルギー         | Jan Grauls                                                                       |
| 2008年9月  | ブルキナファソ   | Michel Kafando, Blaise Compaoré and Alain Bédouma Yoda                           |
| 2008年10月 | 中華人民共和国   | 張業遂、劉振民                                                                   |
| 2008年11月 | コスタリカ       | Jorge Urbina, Óscar Arias Sánchez、Saúl Weisleder, and Jorge Ballestero          |
| 2008年12月 | クロアチア       | Neven Jurica, Stjepan Mesić, and Ivo Sanader                                     |
| 2009年1月  | フランス         | ジャン＝モーリス・リペール、ベルナール・クシュネル、ジーン＝ピア・ラクロワ       |
| 2009年2月  | 日本             | 高須幸雄                                                                         |
| 2009年3月  | リビア           | Ibrahim Dabbashi and Abdurrahman Mohamed Shalgham                                |
| 2009年4月  | メキシコ         | クロード・ヘレル and Patricia Espinosa                                           |
| 2009年5月  | ロシア           | ヴィタリー・チュルキン、セルゲイ・ラブロフ                                       |
| 2009年6月  | トルコ           | Baki İlkin and Ahmet Davutoğlu                                                   |
| 2009年7月  | ウガンダ         | Ruhakana Rugunda and Sam Kutesa                                                  |
| 2009年8月  | イギリス         | ジョン・サワーズ                                                                 |
| 2009年9月  | アメリカ合衆国   | スーザン・ライス、バラク・オバマ、ローズマリー・ディカルロ、ヒラリー・クリントン |
| 2009年10月 | ベトナム         | Lê Lương Minh                                                                    |
| 2009年11月 | オーストリア     | Thomas Mayr-Harting                                                              |
| 2009年12月 | ブルキナファソ   | Michel Kafando                                                                   |

### 2010年 - 2014年
| 任期       | 議長国                   | 議長                                                                      |
| ---------- | ------------------------ | ------------------------------------------------------------------------- |
| 2010年1月  | 中華人民共和国           | 張業遂                                                                    |
| 2010年2月  | フランス                 | ジェラール・アロー                                                        |
| 2010年3月  | ガボン                   | Emmanuel Issoze-Ngondet                                                   |
| 2010年4月  | 日本                     | 高須幸雄                                                                  |
| 2010年5月  | レバノン                 | ナワフ・サラム                                                            |
| 2010年6月  | メキシコ                 | クロード・ヘレル                                                          |
| 2010年7月  | ナイジェリア             | Joy Ogwu                                                                  |
| 2010年8月  | ロシア                   | ヴィタリー・チュルキン                                                    |
| 2010年9月  | トルコ                   | Ertuğrul Apakan, Abdullah Gül, and Ahmet Davutoğlu                        |
| 2010年10月 | ウガンダ                 | Ruhakana Rugunda                                                          |
| 2010年11月 | イギリス                 | マーク・ライアル・グラント                                                |
| 2010年12月 | アメリカ合衆国           | スーザン・ライス、ブルック・D・アンダーソン                               |
| 2011年1月  | ボスニア・ヘルツェゴビナ | Ivan Barbalić                                                             |
| 2011年2月  | ブラジル                 | Maria Luiza Ribeiro Viotti                                                |
| 2011年3月  | 中華人民共和国           | 李保東                                                                    |
| 2011年4月  | コロンビア               | Juan Manuel Santos and Néstor Osorio Londoño                              |
| 2011年5月  | フランス                 | ジェラール・アロー                                                        |
| 2011年6月  | ガボン                   | Ali Bongo Ondimba, Alfred Moungara Moussotsi, and Emmanuel Issoze-Ngondet |
| 2011年7月  | ドイツ                   | Peter Wittig and Guido Westerwelle                                        |
| 2011年8月  | インド                   | Hardeep Singh Puri                                                        |
| 2011年9月  | レバノン                 | ナワフ・サラム、Michel Suleiman、Najib Mikati                             |
| 2011年10月 | ナイジェリア             | Joy Ogwu                                                                  |
| 2011年11月 | ポルトガル               | José Filipe Moraes Cabral                                                 |
| 2011年12月 | ロシア                   | ヴィタリー・チュルキン                                                    |
| 2012年1月  | 南アフリカ共和国         | Baso Sangqu                                                               |
| 2012年2月  | トーゴ                   | Kodjo Menan                                                               |
| 2012年3月  | イギリス                 | マーク・ライアル・グラント                                                |
| 2012年4月  | アメリカ合衆国           | スーザン・ライス                                                          |
| 2012年5月  | アゼルバイジャン         | Agshin Mehdiyev and Ilham Aliyev                                          |
| 2012年6月  | 中華人民共和国           | 李保東 and Wang Min                                                       |
| 2012年7月  | コロンビア               | Néstor Osorio Londoño                                                     |
| 2012年8月  | フランス                 | ジェラール・アロー                                                        |
| 2012年9月  | ドイツ                   | Peter Wittig                                                              |
| 2012年10月 | グアテマラ               | Gert Rosenthal and Harold Caballeros                                      |
| 2012年11月 | インド                   | Hardeep Singh Puri                                                        |
| 2012年12月 | モロッコ                 | Mohammed Loulichki and Saad-Eddine El Othmani                             |
| 2013年1月  | パキスタン               | Masood Khan and Hina Rabbani Khar                                         |
| 2013年2月  | 大韓民国                 | 金塾、金星煥                                                              |
| 2013年3月  | ロシア                   | ヴィタリー・チュルキン                                                    |
| 2013年4月  | ルワンダ                 | Eugène-Richard Gasana and Louise Mushikiwabo                              |
| 2013年5月  | トーゴ                   | Kodjo Menan                                                               |
| 2013年6月  | イギリス                 | マーク・ライアル・グラント                                                |
| 2013年7月  | アメリカ合衆国           | ローズマリー・ディカルロ                                                  |
| 2013年8月  | アルゼンチン             | María Perceval and Agustín Rossi                                          |
| 2013年9月  | オーストラリア           | Gary Quinlan and Julie Bishop                                             |
| 2013年10月 | アゼルバイジャン         | Agshin Mehdiyev and Elmar Mammadyarov                                     |
| 2013年11月 | 中華人民共和国           | 劉結一                                                                    |
| 2013年12月 | フランス                 | ジェラール・アロー、アレクシ・ラメック                                    |
| 2014年1月  | ヨルダン                 | Zeid Ra'ad Zeid Al-Hussein                                                |
| 2014年2月  | リトアニア               | Raimonda Murmokaitė and Linas Antanas Linkevičius                         |
| 2014年3月  | ルクセンブルク           | Sylvie Lucas                                                              |
| 2014年4月  | ナイジェリア             | Joy Ogwu                                                                  |
| 2014年5月  | 韓国                     | 呉俊                                                                      |
| 2014年6月  | ロシア                   | ヴィタリー・チュルキン                                                    |
| 2014年7月  | ルワンダ                 | Eugène-Richard Gasana                                                     |
| 2014年8月  | イギリス                 | マーク・ライアル・グラント                                                |
| 2014年9月  | アメリカ合衆国           | サマンサ・パワー                                                          |
| 2014年10月 | アルゼンチン             | María Cristina Perceval                                                   |
| 2014年11月 | オーストラリア           | Gary Quinlan                                                              |
| 2014年12月 | チャド                   | Mahamat Zene Cherif                                                       |

### 2015年 - 2019年
| 任期       | 議長国           | 議長                                                     |
| ---------- | ---------------- | -------------------------------------------------------- |
| 2015年1月  | チリ             | Cristian Barros                                          |
| 2015年2月  | 中華人民共和国   | 劉結一                                                   |
| 2015年3月  | フランス         | フランソワ・ドラットル                                   |
| 2015年4月  | ヨルダン         | Dina Kawar                                               |
| 2015年5月  | リトアニア       | Raimonda Murmokaitė                                      |
| 2015年6月  | マレーシア       | Ramlan Bin Ibrahim                                       |
| 2015年7月  | ニュージーランド | Gerard van Bohemen                                       |
| 2015年8月  | ナイジェリア     | Joy Ogwu                                                 |
| 2015年9月  | ロシア           | ヴィタリー・チュルキン                                   |
| 2015年10月 | スペイン         | Román Oyarzun Marchesi                                   |
| 2015年11月 | イギリス         | マシュー・ライクロフト                                   |
| 2015年12月 | アメリカ合衆国   | サマンサ・パワー                                         |
| 2016年1月  | ウルグアイ       | Elbio Rosselli                                           |
| 2016年2月  | ベネズエラ       | Rafael Ramírez Carreño                                   |
| 2016年3月  | アンゴラ         | Gaspar Martins                                           |
| 2016年4月  | 中華人民共和国   | 劉結一                                                   |
| 2016年5月  | エジプト         | Amr Abdellatif Aboulatta                                 |
| 2016年6月  | フランス         | フランソワ・ドラットル                                   |
| 2016年7月  | 日本             | 別所浩郎                                                 |
| 2016年8月  | マレーシア       | Ramlan Bin Ibrahim and Ahmad Zahid Hamidi                |
| 2016年9月  | ニュージーランド | Gerard van Bohemen and John Key                          |
| 2016年10月 | ロシア           | ヴィタリー・チュルキン                                   |
| 2016年11月 | セネガル         | Fodé Seck                                                |
| 2016年12月 | スペイン         | Román Oyarzun Marchesi                                   |
| 2017年1月  | スウェーデン     | Olof Skoog                                               |
| 2017年2月  | ウクライナ       | Volodymyr Yelchenko                                      |
| 2017年3月  | イギリス         | マシュー・ライクロフト                                   |
| 2017年4月  | アメリカ合衆国   | ニッキー・ヘイリー                                       |
| 2017年5月  | ウルグアイ       | Elbio Rosselli                                           |
| 2017年6月  | ボリビア         | Sacha Llorenty                                           |
| 2017年7月  | 中華人民共和国   | 劉結一                                                   |
| 2017年8月  | エジプト         | Amr Abdellatif Aboulatta                                 |
| 2017年9月  | エチオピア       | Tekeda Alemu                                             |
| 2017年10月 | フランス         | フランソワ・ドラットル                                   |
| 2017年11月 | イタリア         | Sebastiano Cardi                                         |
| 2017年12月 | 日本             | 別所浩郎                                                 |
| 2018年1月  | カザフスタン     | Kairat Umarov                                            |
| 2018年2月  | クウェート       | Mansour Ayyad Al-Otaibi                                  |
| 2018年3月  | オランダ         | Karel van Oosterom, Sigrid Kaag、Stef Blok、Mark Rutte   |
| 2018年4月  | ペルー           | Gustavo Meza-Cuadra                                      |
| 2018年5月  | ポーランド       | Joanna Wronecka, Andrzej Duda、Jacek Czaputowicz         |
| 2018年6月  | ロシア           | ワシーリー・ネベンジャ                                   |
| 2018年7月  | スウェーデン     | Olof Skoog                                               |
| 2018年8月  | イギリス         | カレン・ピアース                                         |
| 2018年9月  | アメリカ合衆国   | ニッキー・ヘイリー、ドナルド・トランプ、マイク・ポンペオ |
| 2018年10月 | ボリビア         | Sacha Llorenty                                           |
| 2018年11月 | 中華人民共和国   | 馬朝旭                                                   |
| 2018年12月 | コートジボワール | Kacou Houadja Léon Adom, Alassane Ouattara               |
| 2019年1月  | ドミニカ共和国   | José Singer W., Danilo Medina                            |
| 2019年2月  | 赤道ギニア       | Anatolio Ndong Mba, Teodoro Obiang Nguema Mbasogo        |
| 2019年3月  | フランス         | フランソワ・ドラットル                                   |
| 2019年4月  | ドイツ           | Christoph Heusgen                                        |
| 2019年5月  | インドネシア     | Dian Triansyah Djani, Retno Marsudi                      |
| 2019年6月  | クウェート       | Mansour Al-Otaibi, Sabah Al-Khalid Al-Sabah              |
| 2019年7月  | ペルー           | Gustavo Meza-Cuadra, Néstor Bardales                     |
| 2019年8月  | ポーランド       | Joanna Wronecka                                          |
| 2019年9月  | ロシア           | ワシーリー・ネベンジャ                                   |
| 2019年10月 | 南アフリカ共和国 | Jerry Matthews Matjila                                   |
| 2019年11月 | イギリス         | カレン・ピアース                                         |
| 2019年12月 | アメリカ合衆国   | ケリー・クラフト                                         |

### 2020年 - 2024年
| 任期       | 議長国                           | 議長                                                                         |
| ---------- | -------------------------------- | ---------------------------------------------------------------------------- |
| 2020年1月  | ベトナム                         | ダン・ディン・クイ、ファム・ビン・ミン                                       |
| 2020年2月  | ベルギー                         | Marc Pecsteen de Buytswerve                                                  |
| 2020年3月  | 中華人民共和国                   | 張軍                                                                         |
| 2020年4月  | ドミニカ共和国                   | José Singer Weisinger                                                        |
| 2020年5月  | エストニア                       | スヴェン・ユルゲンソン                                                       |
| 2020年6月  | フランス                         | ニコラス・ド・リヴィエール                                                   |
| 2020年7月  | ドイツ                           | クリストフ・ホイスゲン                                                       |
| 2020年8月  | インドネシア                     | ディアン・トリアンシャー・ジャニ                                             |
| 2020年9月  | ニジェール                       | Abdou Abarry                                                                 |
| 2020年10月 | ロシア                           | ワシーリー・ネベンジャ                                                       |
| 2020年11月 | セントビンセント・グレナディーン | インガ・ロンダ・キング                                                       |
| 2020年12月 | 南アフリカ共和国                 | Jerry Matthews Matjila                                                       |
| 2021年1月  | チュニジア                       | Tarek Ladeb                                                                  |
| 2021年2月  | イギリス                         | バーバラ・ウッドワード                                                       |
| 2021年3月  | アメリカ合衆国                   | リンダ・トマス＝グリーンフィールド                                           |
| 2021年4月  | ベトナム                         | ダン・ディン・クイ、グエン・スアン・フック、ブイ・タイン・ソン               |
| 2021年5月  | 中華人民共和国                   | 張軍                                                                         |
| 2021年6月  | エストニア                       | スヴェン・ユルゲンソン                                                       |
| 2021年7月  | フランス                         | ニコラス・ド・リヴィエール、ジャン＝イヴ・ル・ドリアン                       |
| 2021年8月  | インド                           | T. S. Tirumurti、S. Jaishankar                                               |
| 2021年9月  | アイルランド                     | Geraldine Byrne Nason、Micheál Martin、Simon Coveney                         |
| 2021年10月 | ケニア                           | Martin Kimani、Raychelle Omamo                                               |
| 2021年11月 | メキシコ                         | Juan Ramón de la Fuente Ramírez、Marcelo Ebrard、Andrés Manuel López Obrador |
| 2021年12月 | ニジェール                       | Abdou Abarry                                                                 |
| 2022年1月  | ノルウェー                       | Mona Juul、Anniken Huitfeldt                                                 |
| 2022年2月  | ロシア                           | ワシーリー・ネベンジャ                                                       |
| 2022年3月  | アラブ首長国連邦                 | Lana Zaki Nusseibeh                                                          |
| 2022年4月  | イギリス                         | バーバラ・ウッドワード                                                       |
| 2022年5月  | アメリカ合衆国                   | リンダ・トマス＝グリーンフィールド                                           |
| 2022年6月  | アルバニア                       | Ferit Hoxha、Olta Xhaçka、Edi Rama                                           |
| 2022年7月  | ブラジル                         | Ronaldo Costa Filho                                                          |
| 2022年8月  | 中華人民共和国                   | 張軍                                                                         |
| 2022年9月  | フランス                         | ニコラス・ド・リヴィエール、カトリーヌ・コロナ                               |
| 2022年10月 | ガボン                           | Michel Xavier Biang、Michael Moussa-Adamo                                    |
| 2022年11月 | ガーナ                           | Harold Adlai Agyeman                                                         |
| 2022年12月 | インド                           | Ruchira Kamboj                                                               |
| 2023年1月  | 日本                             | 石兼公博                                                                     |
| 2023年2月  | マルタ                           | Vanessa Frazier                                                              |
| 2023年3月  | モザンビーク                     | Pedro Comissário Afonso                                                      |
| 2023年4月  | ロシア                           | ワシーリー・ネベンジャ                                                       |
| 2023年5月  | スイス                           | Pascale Baeriswyl                                                            |
| 2023年6月  | アラブ首長国連邦                 | Lana Zaki Nusseibeh                                                          |
| 2023年7月  | イギリス                         | バーバラ・ウッドワード                                                       |
| 2023年8月  | アメリカ合衆国                   | リンダ・トマス＝グリーンフィールド                                           |
| 2023年9月  | アルバニア                       | Ferit Hoxha、Edi Rama                                                        |
| 2023年10月 | ブラジル                         | Sérgio França Danese                                                         |
| 2023年11月 | 中華人民共和国                   | 張軍                                                                         |
| 2023年12月 | エクアドル                       | José de la Gasca                                                             |
| 2024年1月  | フランス                         | ニコラス・ド・リヴィエール                                                   |
| 2024年2月  | ガイアナ                         | Carolyn Rodrigues-Birkett                                                    |
| 2024年3月  | 日本                             | 山﨑和之                                                                     |
| 2024年4月  | マルタ                           | バネッサ・フレイザー                                                         |
| 2024年5月  | モザンビーク                     | Pedro Comissário Afonso                                                      |
| 2024年6月  | 韓国                             | 黄浚局                                                                       |
| 2024年7月  | ロシア                           | ワシーリー・ネベンジャ                                                       |
| 2024年8月  | シエラレオネ                     | Alhaji Fanday Turay                                                          |
| 2024年9月  | スロベニア                       | Boštjan Malovrh                                                              |
| 2024年10月 | スイス                           | Pascale Baeriswyl                                                            |
| 2024年11月 | イギリス                         | Barbara Woodward                                                             |
| 2024年12月 | アメリカ合衆国                   | リンダ・トマス＝グリーンフィールド                                           |

### 2025年 - 2029年
| 任期      | 議長国         | 議長                    |
| --------- | -------------- | ----------------------- |
| 2025年1月 | アルジェリア   | Amar Bendjama           |
| 2025年2月 | 中華人民共和国 | Fu Cong                 |
| 2025年3月 | デンマーク     | Christina Markus Lassen |
| 2025年4月 | フランス       | Jérôme Bonnafont        |
| 2025年5月 | ギリシャ       | Evangelos Sekeris       |
| 2025年6月 | ガイアナ       | Carolyn Rodrigues       |
| 2025年7月 | パキスタン     | Asim Iftikhar Ahmad     |
| 2025年8月 | パナマ         | Eloy Alfaro de Alba     |